# Puchar Ameryki Południowej w narciarstwie alpejskim 2022
Sezon 2022 Pucharu Ameryki Południowej w narciarstwie alpejskim rozpoczął się 5 sierpnia 2022 roku w argentyńskim Chapelco. Ostatnie zawody z tego cyklu zostały rozegrane 29 września tego samego roku w chilijskim ośrodku narciarskim Corralco. Zorganizowano 19 konkursów dla kobiet i mężczyzn.

## Puchar Ameryki Południowej w narciarstwie alpejskim kobiet
Wśród kobiet Pucharu Ameryki Południowej z sezonu 2019 broniła Rosjanka Jelena Jakowiszina. Tym razem zwyciężyła reprezentantka Albanii Lara Colturi.
W poszczególnych klasyfikacjach triumfowały:
- slalom:  Lara Colturi
- gigant:  Lara Colturi
- supergigant:  Tricia Mangan
- zjazd:  Malin Sofie Sund
- superkombinacja:  Lara Colturi i  Malin Sofie Sund

## Puchar Ameryki Południowej w narciarstwie alpejskim mężczyzn
Wśród mężczyzn Pucharu Ameryki Południowej z sezonu 2019 bronił Argentyńczyk Cristian Javier Simari Birkner. Tym razem zwyciężył jego rodak Tiziano Gravier.
W poszczególnych klasyfikacjach triumfowali:
- slalom:  Andrés Figueroa
- gigant:  Nicolás Pirozzi
- supergigant:  Henrik von Appen
- zjazd:  Henrik von Appen
- superkombinacja:  Tiziano Gravier